# Krivopetnice in zlatorog
 Krivopetnice in zlatorog je trentarska ljudska pravljica. Zapisala jo je Svetka Zorčeva, ilustrirala pa Marija Vogelnik. Izšla je leta 1985 pri založbi Mladinska knjiga.

## Vsebina
V gorah nad dolino Zadnjice so živele gorske vile, imenovane krivopetnice, saj so imele naprej obrnjene pete. Trentarjem so bile zelo naklonjene. Visoko v gorah so pasle čredo gamsov, katero je vodil prelep zlatorog. 

Nekoč pa se je mlad Trentar zaljubil v krivopetnico. Ta je privolila v poroko z njim pod pogojem, da ji nikoli ne reče krivopetnica. Trentar ji je to obljubil in kmalu sta dobila sinčka. Trentar pa je nekega dne prelomil obljubo in krivopetnica je odšla od doma. Mladenič je ostal sam in bil zaradi tega zelo potrt. Vendar je kmalu opazil, da krivopetnica hodi vsako noč dojit njunega sinčka. Sklenil je, da ji bo sredi noči ovil poročni pas okoli pasu in jo tako obdržal pri sebi. Tako je tudi storil. Vendar pa njuna sreča ni trajala dolgo, saj je krivopetnica kmalu zatem umrla. Njun sinček pa je rasel in rasel in postal ljubljenec vseh krivopetnic. Ko je dorasel, je postal lovec. Bil je zaljubljen v Ančco, h kateri je redno zahajal v Trentarsko krčmo in ji  prinašal najlepše cvetje z gora. Vendar lepa Ančca ni več dolgo marala lovčevih cvetic, saj so ji furlanski trgovci natvezili, da če jo ima Trentar res rad, naj ji v dokaz prinese zlate roge zlatoroga. Ančca je bila nato vse manj prijazna z lovcem, ki ji je bil kljub vsemu pripravljen dokazati svojo močno ljubezen do nje. Krivopetnice so mladega lovca prepričevale, naj pusti zlatoroga pri miru, saj bi bil njegov uboj velika nesreča za Trentarje. Vendar je bilo vse zaman. Lovec je odšle v gore prepričan, da ustreli zlatoroga in svoji dragi prinese roge. Opazil ga je visoko na skali v vsej svoji lepoti. Lovec je ustrelil in ga zadel naravnost v srce. Zlatorog se je zgrudil in iz njegove krvi so zrasle žareče triglavske rože. Ranjen zlatorog je še z zadnjimi močmi použil eno od teh rož in zacelile so se mu vse rane ter vrnile so se mu vse moči. Ko je lovec priplezal na vrh skale, ga je zlatorog pahnil v prepad.

Tisto noč je divjala strašna nevihta, dež je lil v potokih. Naslednje jutro sta šli Ančca in Jerca prat perilo in opazili v vodi mladega lovca. Jerca ga je hotela potegniti iz vode, vendar je voda pogoltnila tudi njo. 

Po vseh teh nesrečah so krivopetnice skupaj z zlatorogom zapustile Trentarske gore. Trentarji so jih zaman rotili, naj ne gredo stran.

Kljub žalostnim dogodkom pa bo tudi v dolino Trente posijalo sonce. Rodil se bo junak, ki bo našel in rešil zaklade krivopetnic. Potlej bodo tudi Trentarji srečno in mirno zaživeli v svoji dolini.

## Značilnosti ljudskih pravljic
- Avtor ni poznan, pravljica se prenaša z ustnim izročilom.
- Pravljica je srednje dolga po navadi izmišljena zgodba.
- Kraj in čas sta po navadi nedoločena.
- Pravljice se začenjajo skoraj vedno z istimi ali vsaj podobnimi besedami (nekoč, davno,..)
- Pravljični liki nimajo imen ali pa so izmišljena.
- V pravljicah vedno zmaga dobro nad slabim, pravica nad krivico, resnica nad lažjo…
- Pojavljajo se pravljična bitja in predmeti.
- Narava je vsemogočna.
- Slog: ukrasni pridevki,pomanjševalnice, pravljična števila, simbolika barv, poosebitve,...

### Značilnosti ljudskega slovstva v povezavi z obravnavano pravljico
- Avtor je neznan, saj se je pravljica prenašala iz roda v rod z ustnim izročilom.
- Književni kraj: je določen, dolina Zadnjice
- Književni čas: nekoč
- Književne osebe: Trentar, mlad lovec, Ančca, Jerca, krivopetnica
- Pravljična bitja: gorske vile ali krivopetnice, zlatorog
- Ukrasni pridevki: zlate roge, mlad lovec, žareče triglavske rože, lepa Ančca
- Pomanjševalnice: sinček, Ančca
- Pravljična števila: tri, sedem, devet, deset, dvanajst ...
- Simbolika barv: zlate roge, ki predstavljajo prvino sonca, v prenesenem pomenu čista sončna luč, v kateri prebiva Bog
- Poosebitev: Triglavske rože povrnejo moč mlademu lovcu.
- Pravljični predmeti imajo čudežno moč: triglavske rože
- Različice: Bohinjci imajo svojo različico
- Motivi: motiv zlatoroga, motiv triglavskih rož, motiv rešitelja zakladov
- Tema: lovec hoče dokazati svojo ljubezen do Ančce, zato izvaja nasilje nad zlatorogom in doleti ga pravična kazen - smrt
- Sporočilo: dobro premaga nad zlim, saj zaključek pravljice pravi, da se bo rodil junak Trente, ki bo rešil zaklade krivopetnic in s tem zagotovil  srečno življenje Trentarjem.

## Interpretacija književnih oseb in literarnih likov
- Zlatorog

Zlatorog je varuh krivopetnic in vodi čredo gamsov po dolini Trente. V bitki z lovcem zaužije triglavske rože, ki mu povrnejo moči. Zaradi nesrečnih dogodkov zlatorog skupaj s krivopetnicami na koncu zapusti Trento.
- Trentarski lovec

Je sin krivopetnice in Trentarja, ko odraste, postane lovec, najboljši daleč naokrog. Zaljubi se v Ančco, kateri redno prinaša cvetje z gora. Ko pa mu Ančca naroči naj ji v znak ljubezni prinese zlate roge zlatoroga, se mu zgodi nesreča. Lovca namreč pahne zlatorog v prepad in ga s tem umori. Lovec je streljal na sončno žival in zato je bil kaznovan.
- Ančca

Bila je ljubezen mladega lovca. Hotela je, da ji mlad lovec dokaže svojo ljubezen in ji prinese zlate roge zlatoroga. S tem  ga je pahnila naravnost v smrt.
- Jerca

Skrito je ljubila mladega lovca, ki pa ji ljubezni ni vračal. Ko je na koncu pravljice videla lovca v vodi, mu je hotela priskočiti na pomoč, vendar je nato voda pogoltnila tudi njo. 

## Motivno - tematske povezave
- Motiv zlatoroga : pooseblja nebesno, sončno bogastvo bitja, ki je obenem nadnaravno bitje in vladar živalske divjine. Ima ključ do zemeljskih zakladov in prinaša življenje.

- Motiv lova na sveto žival :  mladi lovec pozabi, da je zlatorog sveta žival, zato ima njegov strel ima zato posledice - smrt. Ko si zlatorog opomore, pahne lovca v prepad.

- Motiv Triglavske rože : zdravilna roža, ki se imenuje tudi roža mogota. Je roža, ki vse premore, saj odpira tudi zaklade.Ta roža srase iz kaplje zlatorogove krvi in ko jo zlatorog zaužije, se mu povrnejo vse moči.

- Motiv gore Bogatin : je gora zlate rude oziroma zakladov, v njej so kopali v preteklosti. Tudi njeno ime to samo po sebi pove.

- Motiv Krivopetnic : hudodne ženske, ki so obvladovale naravo, največkrat so se pojavljale v slabem vremenu.

- Motiv ljubezni : ljubezen med lovcem in Ančco, ki pa ni uspela, saj je Ančca hotela Triglavsko rožo, katera  je lovca takorekoč pahnila v smrt.

- Motiv smrti : tragična usoda lovca, ki je bil varovanec belih žena, saj je prekršil pravilo, da nikoli ne sme streljati na zlatoroga.

- Motiv odrešenika v zibelki : čez nekaj let bo zrasla smreka, ki jo bo nekdo posekal in iz nje stesal zibelko. V tej zibelki se bo rodil junak, ki bo našel in rešil zaklade krivopetnic.

## Podobna dramska besedila
- Zlatorog

V planini Jezera in Komne so živele bele žene, ki so bile zelo dobre po srcu. Rade so pomagale ljudem iz doline, vendar niso marale, da so se jim ljudje zahvaljevali. Če se je kdo približal njihovim bivališčem, so ga s plazovi in neurjem prisilile k vrnitvi. Po strmih stenah so se pasli njihovi snežnobeli gamsi, katerih vodja je bil mogočen gams, imenovan zlatorog. Bil je neranljiv, saj če bi ga zadela strelčeva krogla, bi iz vsake njegove kaplje krvi zrasla zdravilna roža, ki so ji rekli Triglavska roža. Če bi zlatorog zaužil le list te rože, bi takoj ozdravel in povrnile bi se mu vse moči. Če pa bi se kakšnemu junaku uspelo približati zlatorogu in mu upleniti enega izmed njegovih zlatih rogov, bi imel ključ do zaklada, ki ga strupena kača čuva v gori Bogatin. 
V dolini Trente pa je takrat živel Trentarski lovec, ki je veljal za najboljšega lovca daleč naokoli. Govorilo se je, da je bil ljubljenec belih žena. Bil je zaljubljen v dekle, ki je bila točajka v tovorniški krčmi. Z gora ji je nosil najlepše šopke cvetic. Nekega dne pa jo je laški trgovec hotel osvojiti z zlatom, nakar je deklina Trentarskemu lovcu rekla, da ji nikoli ni prinesel Triglavske rože. Lovec je bil užaljen, vendar je vedel, da ji lahko prinese Triglavsko rožo. Na poti ponjo je srečal Zelenega lovca, poznanega kot malopridneža. Ta mu je povedal vse o zakladih v Bogatinu in nato sta odšla skupaj v gore po zlatoroga. Ko sta ga izsledila, sta ga ustrelila in zlatorog se je zgrudil na tla. Takrat se je lovcu oglasil materin glas, ki mu je dejal naj se vrne nazaj domov. V tem času je zlatorog že zaužil Triglavsko rožo, si opomogel in pahnil mladega lovca v prepad. Ko ga je Soča naplavila v dolino, se je bridko dekle kesalo. Po tem dogodku so bele žene skupaj z zlatorogom za zmeraj zapustile Trentarsko dolino.   
- Kušet na Kaninu ima zlate rogove

Dva Koritarška lovca sta se odpravila na lov na Kanin. Zagledala sta kušeta in ga ustrelila. Čudila sta se, kako lahko ima kušet tako zlate rogove. Zatem sta ga odnesla na Korito, kjer so ljudje kušeta občudovali zaradi zlatih rogov. Govorilo se je, da ima zlate rogove, ker se je drgnil okoli neke skale, ki je bila zlata. Vendar niso vedeli kje točno se je drgnil, le videli so, da ima res zlate rogove. 
- Kozel s križem na čelu

Lovci so po navadi hodili na lov ob nedeljah, saj so čez teden delali. In tako je bil en lovec, ki je vsako nedeljo hodil na lov. Njegova mati pa mu je vedno rekla, naj ne hodi, ker bo nesrečen. Lovec je kljub temu odšel na Izgoro, kjer je srečal lovca, ki je bil oblečen v zeleno. Na Izgori pa je zagledal tudi kozla, ki je imel križ na čelu. Lovec mu je sledil, a je na koncu ugotovil, da ga je lovec zapeljal na rob prepada. Tedaj je zeleni lovec izginil. Lovec se ni mogel premakniti in takrat se je spomnil materinih besed, vendar je bilo že prepozno. Spodaj so se zbrali ljudje, vendar mu niso mogli pomagati. Kasneje so pripovedovali, da lovec ni bil pogubljen, saj naj bi mu pomagal Kristus. Takrat je počil križ čez skalno steno in ta križ se še danes vidi. 
- Beli konj na Vršacu

V dolini med Triglavom in Vršacem je dolina, kjer je skrit zaklad, ki ga pokriva kamnita plošča. Že več mož je poskusilo izkopati zaklad, vendar nihče ni mogel premakniti plošče. 
Nekega dne pa sta se dva moža odpravila po zaklad. Še preden sta začela z delom, se je zemlja stresla pod njima in ravno tam, kjer sta hotela kopati, je stal bel konj. Nad njima se je zgostila gosta megla in šla sta, ne da bi vedela kam. Na koncu sta se znašla sredi skale, okoli pa so bili sami prepadi. Vendar sta na koncu le našla pot iz tega neznanega kraja. 
Nekoč pa se v teh krajih rodil junak, ki bo lahko premaknil to ploščo in dobil zaklad. Ta junak bo moral ustreliti belega konja, saj le-ta varuje zaklad. Moral ga bo ustreliti že ob svitu in še preden bo konj njega zagledal. 
- Beli jelen

Trije možje iz vasi Kalwang so odšli na lov. Vedeli so, da bodo gotovo nekaj ustrelili, saj je bil Hubertov dan. V goščavi so zagledali belega jelena, med rogovjem pa se mu je lesketal zlat križ. Sledili so mu in tako prišli na rob gozda, nato pa je jelen izginil. Tedaj so pred seboj zagledali gozdarja in veliko hlapcev. Gozdar je imel tri može za divje lovce in jih je zato obkolil. Zatem so možje začeli spet slediti jelenu in se tako rešili. 
- Gams z zlatimi parklji pri Zijavki

Zijavka je jama v Kamniških planinah, ki so jo pastirji v slabem vremenu uporabljali kot ovčjo stajo. Pastirji so včasih tam videli gamsa z zlatimi parklji. Če so se mu približali, so se začeli hudi nalivi ali pa je začelo padati kamenje, zato so se morali hitro umakniti. 
Govorilo se je, da se je gams okrepčal pri zlatonosnem vrelcu, vendar tega še nihče ni videl. 
- Ajdovska deklica s Prisanka

Ajdovska deklica je bila dekle dobrega srca, saj je ljudem rada pomagala. Živela je nad Vršičem v skalnatem Prisanku. Ko so gorniki in tovorniki hodili v Trento, jih je ajdovska deklica vodila skozi snežne zamete, četudi je močno snežilo. Ko so se gorniki vračali nazaj, so ajdovsko deklico vedno obdarili, saj jim je vedno priskočila na pomoč. Deklica pa je bila tudi sojenica, saj je novorojenim otrokom vedno prerokovala njihovo usodo. Nekoč je enemu fantku prerokovala, da bo postal pogumen lovec, ki bo ustrelil zlatoroga in z njegovimi zlatimi rogovi bajno obogatel. Ko so za to prerokbo izvedele sestre ajdovske deklice, so jo, ko se je vrnila v prisanško steno tako preklele, da je okamnela.
A prerokba se je delno uresničila, saj je fant res postal lovec, ki je hodil po Trentarskih gorah, kjer so se pasle bele koze in zlatorog. 
Tako ajdovska deklica še danes z velikimi kamnitimi očmi strmi v dolino Trente. 
- Anton Aškerc : Zlatorog

V dolini Trente je živel mlad lovec Bojan, ki je ljubil Trentarske gore in planine. Bil je varovanec belih žena, ki so živele v teh gorah. Po njih so se pasle bele koze in njihov vodja zlatorog, čigar rogovi odpirajo zaklad v gori Bogatin. Bojan je živel s slepo materjo, za katero je rad skrbel. Bojan je vsak dan hodil na lov in obenem še vsakič obiskal lepo Vido, ki je bila hči krčmarjev. Bil je zaljubljen vanjo in ji je redno prinašal lepe šopke cvetic z gora. Nekega večera pa je Benečan Pietro osvajal lepo Vido. Zapeljeval jo je z zlatim nakitom in s slikami lepe Italije, kjer bi živela kot princeska. Vida se je prepustila temu toku in podlegla čarom Benečana. Izneverila se je revežu Bojanu, saj jo je zlato bolj mikalo. Bojan je bil zelo potrt, vendar je vedel, kako lahko pride do zakladov v gori Bogatin in tako tudi sam postane bogatin. Ko se je odpravil na to goro, je srečal Zelenega lovca, ki je bil razglašen kot demonska prikazen. Bojanu je svetoval, naj Benečanu vrne »milo za žajfo«, saj mu je prevzel ljubljeno Vido. Zeleni lovec je priznal, da tudi on hrepeni po Vidi, vendar je ne more imeti, ker je le prikazen, in zato privošči Bojanu, da jo dobi. Zeleni lovec mu je bil zato pripravljen pomagati ustreliti zlatoroga in dobiti zaklad. Bojan si je predstavljal, kakšen bi bil kot gospod in bogatin, in ta misel mu je bila všeč. Tisto noč pa se mu je sanjalo o materi, belih ženah, ki so mu govorile, naj ne počne te norosti. Škrati in Zeleni lovec pa so mu dejali ravno obratno. Naslednjo jutro se je Bojan, skupaj z Zelenim lovcem, le odpravil na goro. Ko sta zagledala zlatoroga, ga je Bojan ustrelil. Iz zlatorogove krvi so zrasle Triglavske rože, katere je zlatorog takoj zaužil in si takoj opomogel. Bojana je pahnil v prepad, Zeleni lovec pa se je na to le smehljal. 
V dolini pa je lepa Vida objokavala Benečana, saj jo je prevaral, odšel v tuji svet in jo pustil samo. Spomnila se je Bojana in priznala, da je naredila napako. Ravno takrat pa je po Soči priplavalo Bojanovo truplo. Iz ljubezni do njega je tudi Vida  skočila v Sočo. 
- Rudolf Baumbach : Zlatorog

Ta pravljica je enaka kot Aškerčev Zlatorog, le da je upesnjena v epski obliki.